# Robert Navarro
Robert Navarro Muñoz (Barcelona, 12 de abril de 2002) es un futbolista español. Juega de centrocampista en el Athletic Club de la Primera División de España.

## Trayectoria
Nació en Barcelona, donde su padre jugaba profesionalmente al fútbol. Robert residió en la capital catalana hasta los ocho años de edad, donde tuvo un breve paso de tres meses por la FCB Escola antes de regresar a Pamplona. En la capital navarra comenzó jugando a fútbol sala en Irabia y, en 2011, se incorporó a la cantera de C. A. Osasuna. En 2013, con once años, llamó la atención del F. C. Barcelona, el Real Madrid y el Athletic Club, que intentaron incorporarlo a su cantera. Finalmente, se decidió por la oferta del F. C. Barcelona porque allí podría vivir con sus abuelos maternos, mientras el resto de su familia seguía en Pamplona.
El 3 de julio de 2018 firmó con el A. S. Monaco F. C. El 6 de enero de 2019 hizo su debut con el primer equipo monegasco, en Copa de Francia, frente al Canet Roussillon F. C. (1-0). Así, con apenas 16 años, se convirtió en el debutante más joven de la historia del club, por delante de Pietro Pellegri y Kylian Mbappé.
El 2 de septiembre de 2019 firmó un contrato de tres temporadas con la Real Sociedad. En su primera campaña formó parte de la plantilla de la Real Sociedad "B" a las órdenes de Xabi Alonso. En su segunda temporada fue clave en el ascenso del Sanse a Segunda División con once tantos. Además, el 16 de diciembre de 2020 debutó en Primera División frente al F. C. Barcelona (2-1) en el Camp Nou. En la temporada 2021-22 alternó ambos conjuntos, aunque jugó la gran parte de partidos con el filial en Segunda División.
El 7 de agosto de 2022 la Real Sociedad anunció que pasaba a ser miembro del primer equipo. En su primera campaña completa en Primera División, a pesar de no hacerse con la titularidad, logró seis goles entre Copa y Liga Europa.
El 1 de septiembre de 2023 fue cedido por una temporada al Cádiz C. F. Tras un inicio irregular, con la llegada de Mauricio Pellegrino, fue titular indiscutible desde enero aunque no pudo evitar el descenso a Segunda División. La siguiente campaña abandonó definitivamente la Real Sociedad después de ser traspasado al R. C. D. Mallorca, equipo con el que firmó por un año.
El 23 de junio de 2025 se anunció su fichaje por el Athletic Club, con el que firmó un contrato de cinco temporadas.

## Estadísticas

### Clubes
Actualizado al último partido disputado el 1 de noviembre de 2024.
| Club                            | Liga          | Temporada     | Liga  | Liga  | Copas nacionales | Copas nacionales | Copas internacionales | Copas internacionales | Total | Total |
| Club                            | Liga          | Temporada     | Part. | Goles | Part.            | Goles            | Part.                 | Goles                 | Part. | Goles |
| ------------------------------- | ------------- | ------------- | ----- | ----- | ---------------- | ---------------- | --------------------- | --------------------- | ----- | ----- |
| A. S. Monaco F. C. "II" Francia | 4.ª           | 2018-19       | 11    | 0     | ―                | ―                | ―                     | ―                     | 11    | 0     |
| A. S. Monaco F. C. "II" Francia | Total club    | Total club    | 11    | 0     | 0                | 0                | 0                     | 0                     | 11    | 0     |
| A. S. Monaco F. C. Francia      | 1.ª           | 2018-19       | 0     | 0     | 1                | 0                | 0                     | 0                     | 1     | 0     |
| A. S. Monaco F. C. Francia      | Total club    | Total club    | 0     | 0     | 1                | 0                | 0                     | 0                     | 1     | 0     |
| Real Sociedad "B" · España      | 2.ª B         | 2019-20       | 16    | 2     | ―                | ―                | ―                     | ―                     | 16    | 2     |
| Real Sociedad "B" · España      | 2.ª B         | 2020-21       | 26    | 11    | ―                | ―                | ―                     | ―                     | 26    | 11    |
| Real Sociedad · España          | 1.ª           | 2020-21       | 1     | 0     | 0                | 0                | 0                     | 0                     | 1     | 0     |
| Real Sociedad "B" · España      | 2.ª           | 2021-22       | 24    | 1     | ―                | ―                | ―                     | ―                     | 24    | 1     |
| Real Sociedad "B" · España      | Total club    | Total club    | 66    | 14    | 0                | 0                | 0                     | 0                     | 66    | 14    |
| Real Sociedad · España          | 1.ª           | 2021-22       | 6     | 0     | 1                | 0                | 0                     | 0                     | 7     | 0     |
| Real Sociedad · España          | 1.ª           | 2022-23       | 17    | 0     | 5                | 4                | 4                     | 2                     | 26    | 6     |
| Real Sociedad · España          | Total club    | Total club    | 24    | 0     | 6                | 4                | 4                     | 2                     | 34    | 6     |
| Cádiz C. F. · España            | 1.ª           | 2023-24       | 28    | 1     | 2                | 0                | ―                     | ―                     | 30    | 1     |
| Cádiz C. F. · España            | Total club    | Total club    | 28    | 1     | 2                | 0                | 0                     | 0                     | 30    | 1     |
| R. C. D. Mallorca · España      | 1.ª           | 2024-25       | 18    | 1     | 0                | 0                | ―                     | ―                     | 18    | 1     |
| R. C. D. Mallorca · España      | Total club    | Total club    | 18    | 1     | 0                | 0                | 0                     | 0                     | 18    | 1     |
| Athletic Club · España          | 1.ª           | 2025-26       | 1     | 1     | 0                | 0                | 0                     | 0                     | 1     | 1     |
| Athletic Club · España          | Total club    | Total club    | 1     | 1     | 0                | 0                | 0                     | 0                     | 1     | 1     |
| Total carrera                   | Total carrera | Total carrera | 148   | 17    | 9                | 4                | 4                     | 2                     | 161   | 23    |

## Vida personal
Es hijo del exfutbolista navarro Roberto Navarro Juárez (1970). Roberto se formó en la cantera de Osasuna y jugó en Osasuna Promesas durante varios años, pero en 1993 se marchó a la UE Sant Andreu de Barcelona. Tres años más tarde se marchó al CE L'Hospitalet, donde se convirtió en un jugador histórico y se retiró en 2006.